# Zonnepaneel

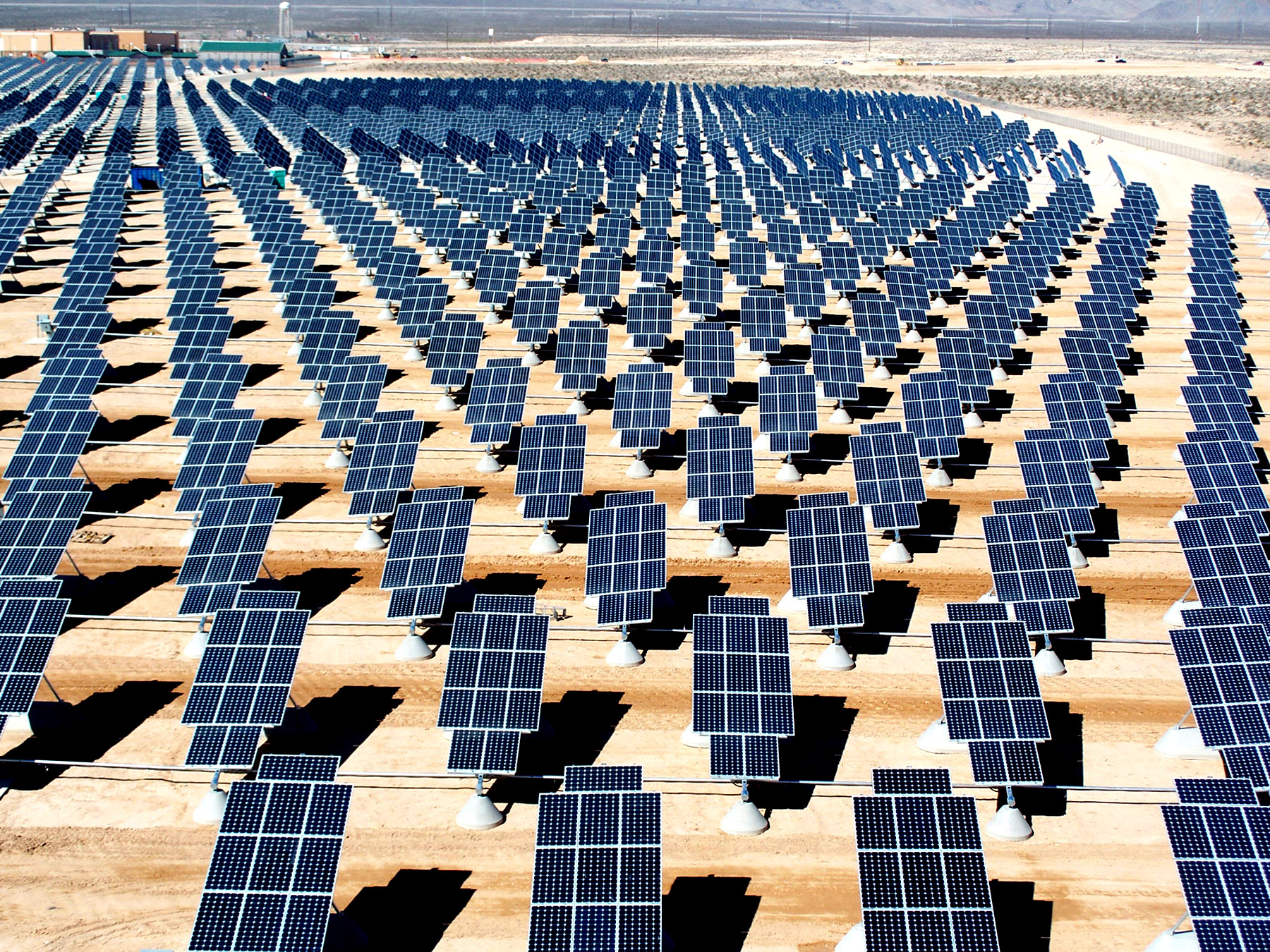
Zonnepanelenpark in Nevada (Verenigde Staten)

Een zonnepaneel, fotovoltaïsch paneel of PV-paneel is een paneel met aan elkaar gekoppelde fotovoltaïsche zonnecellen (ook PV-cellen genoemd), waarmee elektriciteit kan worden opgewekt. PV is de afkorting van het Engelse woord 'photovoltaic'.
Het zonnepaneel zet een deel van de fotonen uit het zonlicht om in elektriciteit. De zonne-energie die zo wordt opgevangen is een vorm van duurzame energie. Het vermogen van een PV-installatie wordt uitgedrukt in wattpiek (Wp), dat is de hoeveelheid energie die de panelen samen onder standaard-omstandigheden kunnen opwekken.
Zonnepanelen kunnen als netgekoppeld zonnestroomsysteem worden toegepast in het elektriciteitsnet, off-grid in net-onafhankelijke systemen voor energieopwekking in afgelegen gebieden, in losse apparaten die zijn voorzien van een aantal zonnecellen en ook in de ruimtevaart.
Een zonnepaneel moet niet worden verward met een zonnecollector. Deze is op een ander principe gebaseerd, namelijk opwarming van een stromend medium, meestal water.

## Bouw en werking

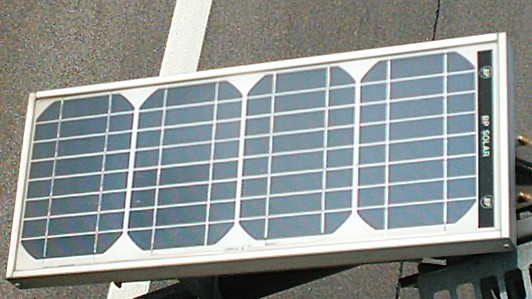
Zonnepaneel langs de Duitse autoweg

Zonnecellen zijn meestal gemaakt van silicium. Dat silicium bestaat uit twee lagen. Onder invloed van licht wordt elektrische spanning opgewekt tussen de lagen. Daarom heten zonnecellen ook wel fotovoltaïsche cellen (Oudgrieks φῶς, phōs: licht, en volt naar de eenheid van elektrische spanning). Afgekort wordt gesproken van PV-systemen.
PV-systemen kunnen ook worden gemaakt met behulp van de dunnelaagtechnologie. Hierbij wordt gebruikgemaakt van amorf silicium. Deze elementen hebben een lager rendement, maar zijn ook beduidend goedkoper. Het rendement van gangbare zonnecellen ligt tussen ca. 15 en 20%, waarbij de cellen met betere rendementen (nieuwere techniek) wel duurder zijn.
Een zonnecel die met zijn esthetische kwaliteit bijzonder geschikt is voor zichtbare architecturale toepassingen, is de achtercontactcel. Die wordt zo genoemd omdat alle elektrische contacten op de achterzijde plaatsvinden en de voorkant een nauwelijks zichtbaar metalen raster heeft, zonder storende dubbele metaalstroken. Dat resulteert ook in een grotere bruikbare oppervlakte van de cellen en hoeveelheid geleverde stroom.

### Standaardafmetingen
In de praktijk werkt men meestal met standaardpanelen van bijvoorbeeld 60 vierkante zonnecellen van elk 156 mm zijde, wat overeenkomt met een afmeting van het paneel van ongeveer 1,6 m².
Standaardmaten voor een zonnepaneel zijn in Nederland 165 cm in de lengte bij 99 cm in de breedte, waarmee een capaciteit kan worden opgewekt tussen de 245 Wp en 285 Wp. Een kleinere maat is 125 cm bij 99 cm en de grotere maat is 192 cm bij 99 cm.

## Soorten siliciumcellen
De wijze waarop silicium is verwerkt bepaalt de kwaliteit van het paneel. Er zijn drie soorten, te weten: monokristallijn, polykristallijn en amorf (zoals hierboven al beschreven).
1. Monokristallijn: De zonnecellen in een monokristallijn zonnepaneel bestaan uit één kristal. Het oppervlak van monokristallijne zonnecellen heeft geordende elektroden en is egaal zwart. Deze zonnepanelen hebben het hoogste rendement. Monokristallijne zonnepanelen hebben enkele procenten meer opbrengst dan polykristallijne. Deze panelen zijn duurder, maar hebben een hoger rendement per oppervlakte. De beste keuze voor het behalen van een maximale rendement en bij een beperkte ruimte.
2. Polykristallijn: In een polykristallijn zonnepaneel bevinden zich zonnecellen die bestaan uit meerdere grove kristallen. Een polykristallijne zonnecel vertoont een soort gebroken schervenpatroon. De polykristallijne zonnepanelen zijn gunstig geprijsd en bieden een redelijk hoog rendement, hoewel minder rendement dan monokristallijne zonnepanelen. Wanneer er genoeg ruimte op een dak aanwezig is, is dit de beste keuze.
3. Amorf: In een dunne-filmzonnepaneel wordt amorf silicium gebruikt. Amorfe zonnepanelen bevatten geen kristallen maar poeder. Hierdoor zijn ze zeer buigzaam. De amorfe zonnepanelen geven het minste rendement van de drie. De prijs ligt wel een stuk lager, maar deze zonnecellen zijn minder geschikt voor toepassing in zonnepanelen.

## Verschijningsvormen
De bekendste verschijningsvorm van zonnepanelen is in een metalen omlijsting. Daarnaast zijn er ook:
- flexibele panelen
- frameloze glas-glas zonnepanelen (toegepast op Station Utrecht Centraal)
- dunnefilmpanelen (CdTe, CIGSSe, CIS, a-Si, µc-Si)
- dakpannen met geïntegreerde PV-cellen.

## Toepassing
Verschillende toepassingen voor zonnepanelen zijn:
- Off-grid of autonome toepassing
- Ruimtevaart
- Direct verbruik
- Netgekoppelde zonnestroomsystemen
- Zonneparken

### Off-grid of autonome toepassing
Men vindt zonnecellen vaak op plaatsen waar het te duur of onmogelijk is om gebruik te maken van het lichtnet, hoogspanningsnet of van een aggregaat. Toepassingen zijn bijvoorbeeld op zeiljachten, lichtboeien op het water, lantaarnpalen op afgelegen kruispunten of het gehele dorp zoals Rema in Ethiopië. Ook draagbare voorwerpen zoals rekenmachines en zaklampen worden voorzien van zonnepanelen. Om de stroom op te kunnen slaan is er een accusysteem nodig.

### Ruimtevaart
Een gebied waar zonnepanelen op grote schaal zeer succesvol worden toegepast is de ruimtevaart. Ruimtevaartuigen in een baan om de Aarde en met bestemmingen in het binnenste deel van het zonnestelsel worden veelal uitgerust met zonnepanelen. De bekendste in een baan om de aarde is het Internationaal ruimtestation ISS. Het grootste deel van dit ruimtestation bestaat uit een centraal geraamte waaraan zestien enorme zonnepanelen zijn bevestigd. Voor bestemmingen verder dan Mars is het licht te zwak voor een efficiente toepassing van zonnepanelen.

### Direct verbruik
Er is de mogelijkheid dat een zonnepaneel direct een verbruikend toestel aandrijft. In de zuiverste vorm heeft dit enkel toepassing als "desk gadgets", denk daarbij aan een ventilator die het doet wanneer er voldoende licht op het bijbehorende PV-paneel valt.
In huisinstallaties met een PV-installatie wordt ook over direct verbruik gesproken wanneer de kWh-meter van de netbeheerder 0 watt aangeeft op het inkoop telwerk en er wel verbruikers zijn in de woning. In dit geval wordt de gegenereerde zonne-energie direct verbruikt door de huisinstallatie.

### Netgekoppeld zonnestroomsysteem
In Nederland en België worden de meeste zonnepanelen via een omvormer (inverter) aan het elektriciteitsnet gekoppeld. Overtollige energie kan dan via het net worden verdeeld. Via de energieleverancier wordt hiervoor een vergoeding per kilowatt gegeven.

### Zonneparken
Steeds meer wordt zonne-energie collectief opgewekt in zonneparken, ook wel zonneweiden genoemd. Deze bestaan uit een groot aantal zonnepanelen. Meestal zijn ze gekoppeld aan het elektriciteitsnet.
In november 2019 werd een proef gestart met drijvende panelen op de Noordzee. Ook in Indonesië en Vietnam staan (stand 2020) projecten op stapel voor zonnevelden op water, hierbij gaat het om meren. Ook een drijvende zonneweide op het IJsselmeer zou overwogen kunnen worden.

## Opbrengst

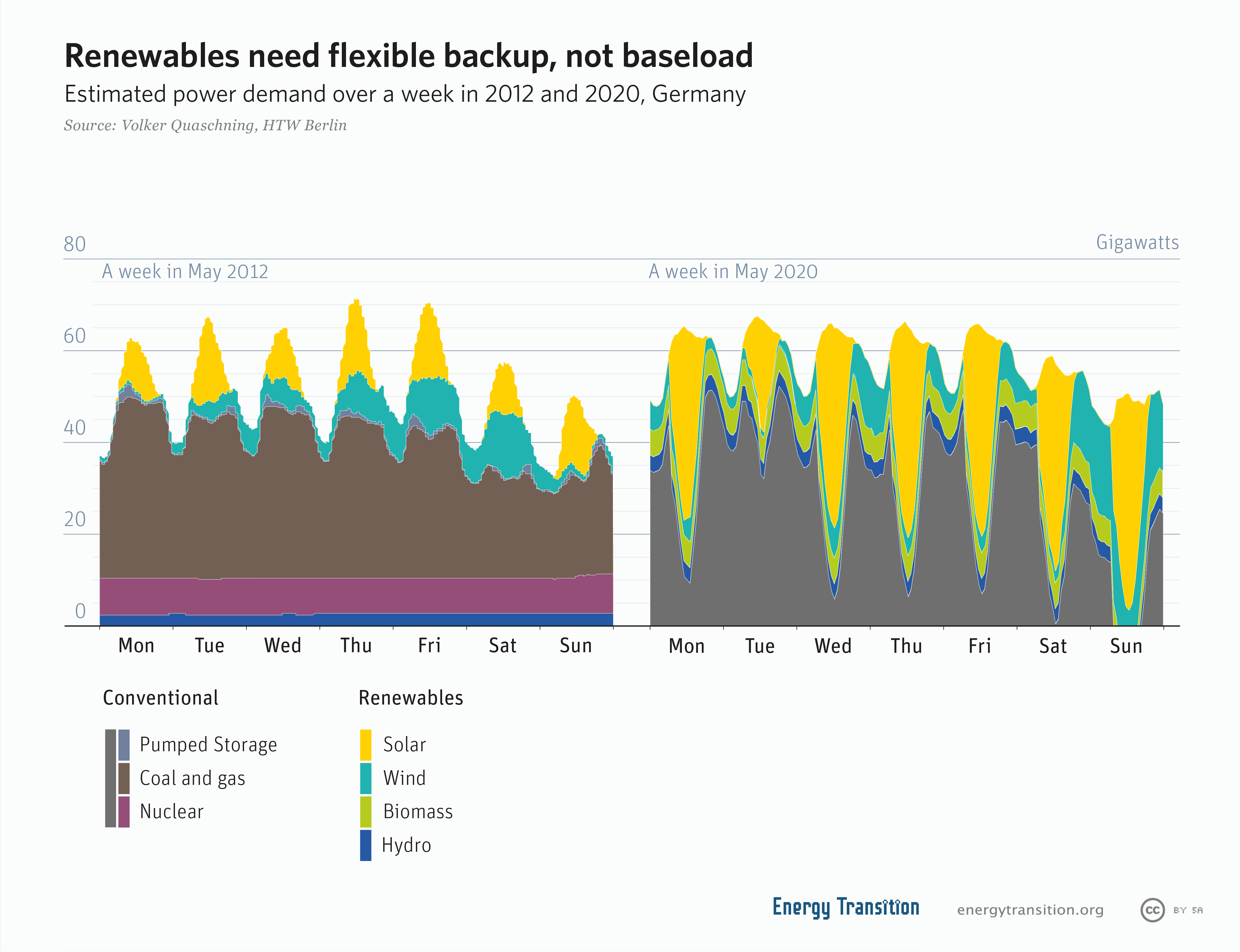
Een elektriciteitsnet met een hoog percentage aan hernieuwbare energiebronnen heeft over het algemeen een flexibelere opwekking nodig in plaats van basislastcentrales

De opbrengst van een zonnepaneel is afhankelijk van een aantal factoren:
- De effectieve lichtinval: bij schuin invallend licht is de opbrengst kleiner.
- Het seizoen: er is langer zonlicht in de zomer, de zon staat hoger aan de hemel en er is minder bewolking.
- Rendement; het percentage van de energie in het op het zonnepaneel vallende zonlicht dat wordt omgezet in elektriciteit. Het rendement verschilt onder meer afhankelijk van het type zonnecel en de ouderdom.
- Temperatuur; bij hoge temperaturen wordt minder vermogen opgewekt dan bij lage temperaturen. Dit heeft te maken met de hogere diodedoorlaatspanning (temperatuurcoëfficiënt −2 mV/°C) bij lagere temperatuur. Op een nominale PV-celspanning in het maximumvermogenspunt van 400 mV betekent dit ongeveer 5% daling van het geleverde vermogen voor elke 10 °C temperatuurstijging.

Om het vermogen van zonnepanelen te kunnen vergelijken, zijn er standaardcondities opgesteld: een instraling van 1000 W/m², waarvan het spectrum overeenkomt met het spectrum van zonlicht bij een luchtmassa van 1,5 (dit betekent dat het zonlicht een afstand door de atmosfeer heeft afgelegd die gelijk is aan anderhalfmaal de gemiddelde dikte van de atmosfeer) en een celtemperatuur van 25 °C. Het maximale elektrische vermogen van een zonnepaneel onder deze condities wordt het piekvermogen genoemd en wordt geschreven als Wp (wattpiek).

### Optimale opstelling
De optimale opstelling van zonnepanelen wordt door een complex aan factoren bepaald. Wanneer (zonne)licht loodrecht op een paneel valt, wordt de meeste stroom geproduceerd, al wordt dit minder naarmate het paneel warmer wordt. Uit economische en technische overwegingen worden panelen veelal vast gemonteerd. Daarbij wordt meestal een richting gekozen die, over het jaar gemiddeld, de meeste stroom oplevert. De meeste stroom wordt dan dagelijks rond de middag geproduceerd. Aangezien niet alle stroom op dat moment verbruikt wordt, kan voor een andere positie worden gekozen, bijvoorbeeld richting oosten en westen. Het verlies aan opbrengst is daarbij beperkt. Het stroomnet kan rond de middag overbelast raken, de panelen worden dan automatisch uitgeschakeld volgens de voorschriften van de netbeheerder.

### Installatie
De opbrengst van de zonnepanelen is mede afhankelijk van het toegepaste PV-systeem. Van belang is de plaatsing van de panelen, de keuze van de omvormer en de toepassing van optimizers en eventuele opslagsystemen.
De gelijkstroom van zonnepanelen wordt doorgaans omgezet in wisselstroom. Doordat de omvormer verliezen veroorzaakt is de capaciteit van de omvormer mede bepalend voor de effectieve opbrengst. In de praktijk wordt deze veelal zo gekozen, dat de maximale productie van de panelen niet benut wordt, ten gunste van een beter rendement bij een lagere productie van de panelen.

## Montage

### Op daken versus op de grond
Zonnepanelen kunnen geplaatst worden op daken of er kan gekozen worden om een gedeelte van de schaarse ruimte op te offeren voor de plaatsing van zonnepanelen. De plaatsing van zonnepanelen op daartoe geschikte daken (wat betreft hellingshoek en positie richting de evenaar) leidt tot een betere benutting van de schaarse ruimte. Dit wordt versterkt door het feit dat er bij panelen op de grond er nog ruimte tussen de panelen moet zijn om schaduw te voorkomen en om er bij te kunnen komen voor onderhoud. Volgens een studie van hoogleraar Wim Sinke voldoet voor de opwekking van de hoeveelheid energie die nu wordt gebruikt in Nederland, naast een paar vierkante kilometer voor accu's, één zonnepark van 35 bij 35 kilometer. Als er alleen zonnepanelen op daken worden gelegd, in optimale richting, 25 bij 25 kilometer.

### Indak versus opdak zonnepanelen
Er zijn hoofdzakelijk twee verschillende soorten systemen om zonnepanelen op het dak te plaatsen. Het indaksysteem en het meer bekende opdaksysteem.

### Liggende plaatsing versus staande plaatsing
Qua rendement zijn er geen verschillen om de zonnepanelen liggend (landscape) of staand (portrait) te plaatsen. De afweging is veelal afhankelijk van:
- Kosten voor het montagemateriaal
- Ruimte op het dak (portrait is meer tussenruimte nodig)
- Afmetingen van het dak (bij optimale benutting van het dak kan soms portrait en soms landscape de beste keuze zijn)
- Zichtbaarheid op het dak, landscape geplaatste zonnepanelen zijn minder zichtbaar
- Benodigde ballast (voor portrait geplaatste zonnepanelen is meer ballast nodig)

## Productie, onderhoud, levensduur en milieu-impact

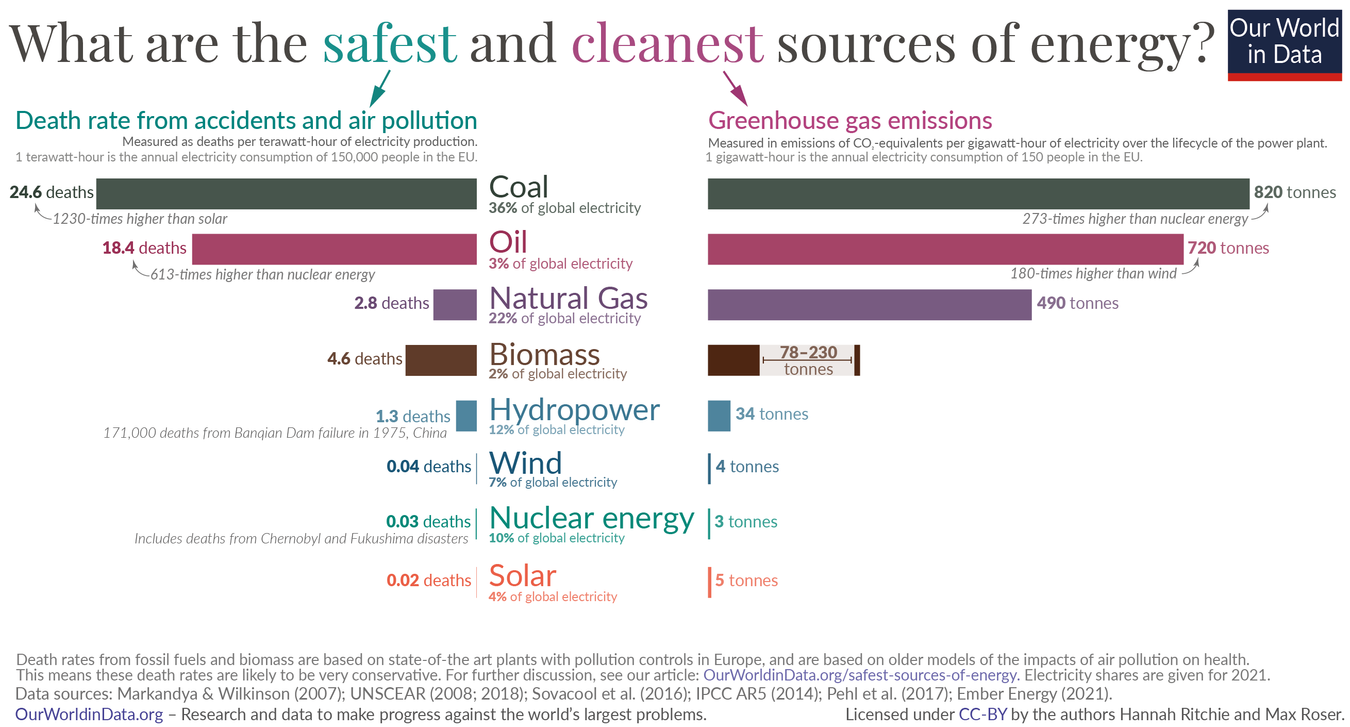
Impact op het aantal doden door luchtvervuiling en de impact op klimaatverandering van diverse energiebronnen. Zonne-energie is een van de energiebronnen die het minst doden veroorzaakt en het minst broeikasgassen uitstoot.

### Productie en distributie
De productie van zonnepanelen vindt grotendeels plaats in China. Van de in Nederland gebruikte zonnepanelen wordt ca. 80% geheel in China geproduceerd, terwijl er bij de overige 20% in bijna alle gevallen gebruik is gemaakt van grondstoffen of halffabricaten uit China. Zo wordt 97% van de wafers (dunne plakken silicium) die wereldwijd in zonnepanelen worden gebruikt, geproduceerd in China.
Bij de productie en distributie van zonnepanelen komen in de meeste gevallen broeikasgassen en soms giftige stoffen vrij. Dit vindt plaats bij de winning van de benodigde materialen, de productie (assemblage) van de zonnepanelen en bijbehorende apparatuur en bij de distributie (het transport naar de plaats van bestemming). Ook de verwerking van afgedankte zonnepanelen en bijbehorende apparatuur kan een milieu- en/of klimaatimpact hebben. Wanneer een zonnepaneel elektriciteit produceert die anders met fossiele brandstoffen was opgewekt, is de uitstoot van broeikasgassen door productie en transport vaak na een paar jaar al gecompenseerd. Wanneer een zonnepaneel een eveneens emissievrij elektriciteitsproductiemiddel vervangt, kan deze verhouding anders liggen. Verder hebben andere kwesties rondom de productie van zonnepanelen aandacht gekregen, waaronder geopolitieke afhankelijkheidsrelaties en mensenrechtenschendingen.
Voor de productie van zonnepanelen en bijbehorende apparatuur, zoals omvormers en kabels, worden diverse grondstoffen gebruikt, waaronder schaarse grondstoffen. Deze grondstoffen moeten middels mijnen uit de grond worden gehaald en bewerkt worden om deze geschikt te maken voor productie. Mijnbouw is een energie-intensieve activiteit die ook impact kan hebben op factoren zoals lucht- en grondwaterkwaliteit, biodiversiteit en maatschappelijke kwesties.
De belangrijkste grondstof voor 95% van de zonnepanelen die in 2023 wereldwijd op de markt zijn is silicium. China en Rusland zijn de twee grootste producenten van silicium wereldwijd. Hoewel dit geen schaarse grondstof is, kost de winning en kristallisering veel energie. Dit beperkt de productielocaties tot plekken waar zowel silicium gewonnen kan worden als voldoende goedkope energie beschikbaar is. In China wordt deze energie voor het grootste deel opgewekt met kolencentrales, met uitstoot van o.a. koolstofdioxide en fijnstof tot gevolg. Daarnaast wijzen verschillende onderzoeken op de inzet van Oeigoerse dwangarbeiders.
Een andere belangrijke grondstof voor zonnepanelen is zilver (in 2022 kwam meer dan 10% van de wereldwijde vraag naar zilver voort uit zonnepanelen). Zilvermijnbouw heeft in het verleden al geleid tot vervuiling van water en ontheemding van lokale gemeenschappen. Ook bij de winning van andere belangrijke grondstoffen zoals bauxiet en koper gelden milieu- en maatschappelijke risico's. Een sterke toename van de vraag naar zonnepanelen om de klimaatdoelen te behalen leidt veelal tot een sterke toename van de vraag naar deze grondstoffen.
De assemblage van de zonnepanelen met behulp van de diverse grondstoffen is eveneens een energie-intensief proces, dat in China grotendeels is gebaseerd op energie uit kolen. Bij het transport van de grondstoffen naar de fabrieken en van de zonnepanelen naar de landen van bestemming komen in de meeste gevallen ook broeikasgassen vrij, hoewel dit een relatief kleiner gedeelte uitmaakt van de totale emissies.
Een energiesysteem dat in grotere mate is gebaseerd op zonnepanelen, vergt daarnaast diverse aanpassingen. Zo zijn grote uitbreidingen van het elektriciteitsnet nodig, om netcongestie te voorkomen. Vanwege de weersafhankelijkheid van zonnepanelen zijn daarnaast oplossingen nodig om vraag en aanbod in balans te houden, waaronder opslagmiddelen, aanbod-gestuurde systemen en internationale hoogspanningsverbindingen. Deze aanpassingen kunnen diverse effecten hebben op o.a. milieu, vraag naar grondstoffen en emissies.

### Onderhoud
Vervuilde zonnepanelen verlagen de opbrengst ervan, echter is het oppervlak van de zonnepanelen - afhankelijk van omgevingsfactoren - relatief onderhoudsarm. Schuin liggende zonnepanelen spoelen veelal grotendeels schoon door de regen en eventueel kan met een periodieke schoonmaakbeurt aanslag worden verwijderd. Zonnepanelen worden soms voorzien van een nanocoating: een vuilafstotende laag waardoor het licht minder snel geblokkeerd wordt door mogelijk vuil.
Mechanische schade kan ontstaan door inslag van bliksem, vallende voorwerpen, hot spots of storm. Bij brand kan dit door rondvliegende glassplinters grote gevolgen hebben voor het milieu en de leefomgeving en economische schade opleveren.

### Levensduur
Leveranciers van zonnepanelen stellen dat de technische levensduur van zonnepanelen rond de 25 jaar bedraagt. Het Kiwa schat dat de helft van de zonnepanelen de levensduur van 20 jaar niet haalt. De praktische levensduur ligt volgens onderzoek dichter bij 10 tot 17 jaar. De gemiddelde leeftijd van de omvormer ligt rond de 10 à 15 jaar. Mensen laten hun zonnepanelen bovendien vroegtijdig vervangen, omdat het rendement van de panelen ieder jaar minder wordt. Het kan dan economisch aantrekkelijk zijn om eerder nieuwe panelen aan te schaffen dan na de maximale levensduur.

### Afvalstroom
Afgedankte zonnepanelen (en omvormers) worden in Nederland en de Europese Unie gerekend tot de afvalcategorie e-waste (Afgedankte Elektrische en Elektronische Apparatuur (AEEA)). Volgens de Europese AEEA-richtlijn zijn producenten en importeurs die zonnepanelen in de EU verkopen verantwoordelijk voor de inzameling en verwerking ervan als ze worden afgedankt. Zij moeten daarom een inzamelsysteem opzetten en zich inschrijven bij en rapporteren aan een register. In Nederland zijn dit respectievelijk Stichting Open Nederland en Nationaal (W)EEE Register. De producenten en importeurs zijn verantwoordelijk voor de financiering van deze organisaties, die zij doorberekenen in de prijs van de zonnepanelen middels een vaste bijdrage per paneel. De EU loopt hiermee voorop wat betreft regelgeving rondom de verwerking van afgedankte zonnepanelen. In de meeste landen in de wereld worden zonnepanelen nog aangemerkt of behandeld als restafval. Ook in Nederland werd desondanks in 2021 maar de helft van alle e-waste ingezameld voor hoogwaardige verwerking.
De materialen die vrijkomen bij het afdanken van een fotovoltaïsche cel zijn afhankelijk van het type zonnepaneel. In volgorde van volumes, bestaat de afvalstroom o.a. uit: glas, aluminium, koper, silicium (kristallijn), zilver, telluur, cadmium, seleen, indium, germanium en gallium. Ook wordt meestal lood gebruikt om mee te solderen. Afhankelijk van de constructie waar het paneel onderdeel van uitmaakt, kunnen er nog andere bouwmaterialen vrijkomen zoals beton, staal en kunststoffen. Sommige van de afvalstoffen, zoals cadmium en lood, kunnen een risico voor de gezondheid en het milieu vormen. Dit vormt met name een probleem in landen waar e-waste nauwelijks wordt verwerkt, zodat het o.a. het grondwater kan vervuilen, maar ook in Nederland wordt loodhoudend restmateriaal in het milieu gebracht.
De explosieve groei van het aantal zonnepanelen wereldwijd gaat gepaard met een sterke groei van de bijbehorende afvalstroom. In Nederland komen er jaarlijks ca. 10 miljoen nieuwe zonnepanelen bij, en de afvalstroom bedraagt naar verwachting 250.000 afgedankte zonnepanelen in 2030. In 2020 werden er in Nederland nog 12.000 zonnepanelen uit gebruik genomen. Vanwege de levensduur van de panelen, zit er een vertraging in het effect op het volume van de afvalstroom.
Onderzoekers berekenden in opdracht van het Europees Milieuagentschap een toename van de hoeveelheid afvalmateriaal voortkomend uit fotovoltaïsche cellen in Europa van ca. 50.000 ton in 2020 tot ca. 1.500.000 ton per jaar in 2030, uitgaande van een levensduur van 25 jaar per paneel. Het Internationaal Agentschap voor hernieuwbare energie en het Internationaal Energieagentschap berekenden een wereldwijd ontstaan afvalvolume uit zonnepanelen van 60-78 miljoen ton in 2050. Ter vergelijking: de totale e-waste afvalstroom wereldwijd (incl. alle andere soorten elektrische / elektronische producten) bedroeg in 2019 volgens de Verenigde Naties ruim 50 miljoen ton.

### Recycling
In de Europese Unie moet 85% van het gewicht van een zonnepaneel recyclebaar zijn. Het grootste deel van zonnepanelen bestaat uit gemakkelijk te recyclen glas (dat voornamelijk bestaat uit de stof silica of siliciumdioxide, dat weer wordt gemaakt van zand) en elektroden van metaal. Anno 2021 is volledige en hoogwaardige recycling van zonnepanelen echter nog niet mogelijk, omdat ze zijn opgebouwd uit verschillende lagen die versmolten zijn en zonnepaneelproducenten de zonnecellen in een transparante lijmlaag inpakken om ze te beschermen. Hierdoor kunnen de verschillende materialen niet meer goed worden gescheiden, en alleen worden hergebruikt in laagwaardige toepassingen, en niet in nieuwe zonnepanelen. Het merendeel wordt daarom vergruisd en ingezet in bijvoorbeeld isolatiemateriaal, beton of bodemverharder onder wegen. Zo wordt weliswaar 96% van de grondstoffen teruggewonnen uit de oude panelen die zijn ingezameld, maar zijn juist de schaarse mineralen en kritieke metalen die voor efficiënte energieproductie zorgen van een zonnepaneel niet terug te winnen en worden daardoor niet of niet naar waarde hergebruikt.
Hierbij speelt ook het economische aspect een belangrijke rol: oude zonnepanelen vergruizen in een shredder is in 2022 goedkoper dan wat terugwinning van de zeldzame grondstoffen zou opleveren. Ook staat het financieringsmodel voor de verwerking van afgedankte zonnepanelen in 2022 ter discussie, omdat dit te weinig zou opleveren voor hoogwaardige verwerking en in de toekomst mogelijk helemaal tekort kan schieten.
Omdat bij hergebruik in laagwaardige toepassingen ook bepaalde schadelijke stoffen zoals pfas of lood zo onvoldoende uit de afvalstroom worden gefilterd, kunnen deze bij hergebruik van het materiaal in het milieu belanden. Bovendien leidt een gebrek aan hergebruik tot een grotere vraag naar zeldzame grondstoffen, wat bijdraagt aan uitputting van de bodem en negatieve milieueffecten als gevolg van grondstofwinning.
In Nederland staan in 2021 geen fabrieken die zijn gespecialiseerd in recycling van zonnepanelen. Voor panelen uit Nederland vindt dat alleen plaats in Duitsland en België. Deze recyclingfabrieken zijn echter kleinschalig en niet toegerust op de grote toename van het aantal zonnepanelen en bijbehorende toekomstige afvalstroom.

### Impact biodiversiteit
De impact van zonneparken op de biodiversiteit in Nederland wordt nog onderzocht. In veel gevallen hangt de impact samen met waar de grond eerder voor werd gebruikt. Uit onderzoek van de Wageningen Universiteit (WUR) blijkt dat het vervangen van landbouwgrond door zonneparken meestal leidt tot een hogere biodiversiteit. De zonnepanelen kunnen juist voor een vermindering in biodiversiteit zorgen wanneer deze op braakliggende- of natuurgrond worden geplaatst. Er zijn diverse manieren om de biodiversiteit in zonneparken te stimuleren. Volgens de WUR waren er bij bijna alle onderzochte zonneparken verbeteringen mogelijk op dit gebied. De uitbreidingen van het hoogspanningsnet die nodig zijn als het gevolg van een sterke groei van zonnepanelen kunnen ook een effect hebben op landschap, milieu en biodiversiteit.

## Slimme meters
Bij een ouderwetse analoge elektriciteitsmeter draait de teller terug voor zover zelf opgewekte stroom wordt teruggeleverd en wordt deze stroom daardoor automatisch verrekend. In een Europese richtlijn uit 2006 werd uitgegaan van een verplichte aansluiting van een slimme meter in nieuwbouw en bij renovatie. Via zo'n meter kan de door zonnepanelen opgewekte stroom door het energiebedrijf op afstand worden uitgelezen en verrekend met de door hen geleverde elektriciteit. Het streven in de Europese richtlijn was dat in 2020 ten minste 80% van de consumenten moest zijn voorzien van een slimme meter. Het Nederlandse kabinet besloot in 2010 dat het op afstand uitlezen van een slimme meter voorlopig op vrijwillige basis zou zijn en toestemming van de eindgebruiker vereiste. Anno 2024 kan de consument de plaatsing van een slimme meter weigeren, of de oude meter kosteloos laten vervangen en eventueel het op afstand laten uitlezen laten uitschakelen.
In België was er geen sprake van verplichte vervanging van de elektriciteitsmeter door een slimme meter, wat inhield dat door het terugdraaien van de kWh-meter er automatisch een salderingsregeling was. Vanaf 2024 is de slimme meter echter verplicht geworden.

## Subsidiëring

### Nederland
Voor 1 januari 2023 konden particulieren bij plaatsing van zonnepaneelsystemen bij de belastingdienst de btw terugvragen. Vanaf 1 januari 2023 is de btw op zonnepanelen is in Nederland afgeschaft. De btw is omlaag gegaan van 21% naar 0%. Dit zogenoemde nultarief geldt alleen als de zonnepanelen worden geïnstalleerd op woningen of bijgebouwen van een woning, zoals een schuur. Particulieren hoeven de btw dan niet meer terug te vragen bij de Belastingdienst.
Verder geldt ook (nog) de salderingsregeling waarbij het geleverde aantal kilowattuur aan het net wordt verrekend met het afgenomen aantal kilowattuur. Deze wordt per begin 2027 afgeschaft. Daarnaast geldt er ook de postcoderoosregeling (Regeling Verlaagd Tarief) waarbij particulieren die daartoe een vereniging of coöperatie hebben opgericht in een gebied van de eigen postcode en aangrenzende postcodes (de cijfers) van een duurzame bron stroom afnemen met een verlaagd energietarief. Deelnemers zijn daarbij tot een verbruik van 10.000 kWh vrijgesteld van energieheffing en btw, terwijl de opgewekte kilowatturen verkocht kunnen worden. Ondernemers kunnen bij het plaatsen van zonnepanelen gebruik maken van de SDE-regeling. Daarbij is plaatsing van een aparte meter wel verplicht.

### België
In België geldt er sinds 2018 geen verlaagd tarief meer voor de btw. Daarnaast rekenen de netbeheerders een vast bedrag (om te betalen) per kW van het vermogen.

#### Vlaanderen
Vlamingen zijn sinds 2020 verplicht hun (nieuwe) zonnepaneleninstallatie binnen 30 dagen na de keuring aan te melden bij de netbeheerder. Wie dat niet doet, riskeert administratieve kosten die kunnen oplopen tot 1.000 euro. In de meest extreme gevallen riskeren gezinnen zelfs hun aansluiting op het distributienet te verliezen.

## CO2-uitstootreductie Nederland
Nederland heeft in 2020 het doel om de totale CO2-emissie met 25% te reduceren ten opzichte van het jaar 1990. Volgens een onderzoek uit 2018 kan het plaatsen van zonnepanelen op elk geschikt dak in Nederland de aan elektriciteitsproductie gerelateerde CO2-uitstoot met 63% verminderen, wat zal resulteren in een totale CO2-uitstootreductie van 20%. Op basis van het huidige Nederlandse energieverbruik en productie zal het aandeel van energie uit hernieuwbare bronnen 16% bedragen.

## Aantallen zonnepanelen in Nederland
Het aantal woningen met zonnepanelen groeit sinds 2012 explosief. Uit onderzoek van het Economisch Bureau van ING uit 2018, bleek dat ruim een derde van de Nederlanders bereid is zonnepanelen aan te schaffen, mits de investering binnen tien jaar is terugverdiend.
| Jaar | Aantal huizen met zonnepanelen |
| ---- | ------------------------------ |
| 2015 | 0.400.000                      |
| 2016 | 0.500.000                      |
| 2017 | 0.670.000                      |
| 2018 | 0.800.000                      |
| 2020 | 1.000.000                      |
| 2021 | 1.500.000                      |
| 2022 | 2.000.000                      |
| 2023 | 2.600.000                      |